# Rune Reiz
Rune Karl Gustaf Reiz, född 29 maj 1924 i Karlskrona, död 24 december 1984 i samma stad, var en svensk friidrottare (höjdhopp). Han tävlade för IFK Karlskrona.

### Fotnoter
1. ↑  Sveriges Dödbok 1901–2009, DVD-ROM, Version 5.00, Sveriges Släktforskarförbund (2010).